# Грабовой, Григорий Петрович
Григо́рий Петро́вич Грабово́й (род. 14 ноября 1963, пос. Кировский, Чимкентская область, Казахская ССР) — российский лидер культа, создатель нового религиозного движения «Учения о всеобщем спасении и гармоничном развитии», основатель «партии ДРУГГ», объявивший себя «Иисусом Христом во Втором пришествии». Утверждал, что умеет воскрешать людей, телепортироваться, лечить СПИД и рак любой стадии, а также диагностировать неполадки в электронном оборудовании на расстоянии. Приговорён к 8 годам лишения свободы по статье 159 УК РФ «мошенничество». Освобождён в 2010 году, живёт и продолжает свою деятельность в Сербии, где занимается продвижением новой мошеннической схемы «Коды взлома Вселенной», получившую особую популярность на волне эпидемии коронавируса, особенно через социальную сеть TikTok
Получил широкую известность тем, что, по сообщениям различных источников, обещал родственникам погибших в ходе бесланского террористического акта воскресить погибших за деньги. Некоторые из родственников погибших обвиняли Грабового в «промывании мозгов».
Грабовой и его деятельность подвергается критике со стороны членов комиссии РАН по борьбе с лженаукой. Председатель Совета Федерации Федерального собрания Российской Федерации Сергей Миронов охарактеризовал Г. Грабового как руководителя тоталитарной секты и отметил, что необходимо не допускать деятельность ему подобных. Некоторые религиоведы определяют культ Грабового как деструктивный.

## Биография
Родился 14 ноября 1963 года в посёлке Кировский (Асыката) Сырдарьинской области Узбекской ССР (ныне Мактааральский район Казахстана) в семье с украинскими корнями. В 1986 году окончил факультет прикладной математики и механики Ташкентского государственного университета по специальности «механика». После ВУЗа работал в конструкторском бюро общего машиностроения в Ташкенте.
2 декабря 1991 года узбекское управление гражданской авиации (УзУГА) подписало договор с узбекско-американским совместным предприятием «Аскон», по которому за услуги Грабового по «разработке эвристических методов анализа, диагностики и прогнозирования авиационных неисправностей» управление заплатило 235 700 рублей (на декабрь 1991 года — 5900 долларов США). 4 июля 1992 года на разработку Грабовым «нетрадиционных методов технического анализа, диагностики и прогнозирования авиационных неисправностей» УзУГА заплатило 168 тысяч рублей (1246 USD) ВНПП «Прогресс». Газета «Известия» отмечает, что в дальнейшем каждый новый договор подписывается от лица новой фирмы.
7 января 1993 года УзУГА заплатило Грабовому 1 898 400 рублей за «изучение влияния технических устройств воздушного судна на пилотов в процессе полётов для повышения безопасности полётов», в связи с подорожанием расходных материалов сумма была увеличена до 4 289 750 рублей (10 287 долларов США на 1993 год). 29 июня 1994 года авиакомпания «Узбекистон хаво йуллари» заключила постоянный договор с фирмой «Рампа», генеральным директором которой являлся Грабовой. Договор предусматривал «работы по экстрасенсорной диагностике самолётов, используемых для полётов президента республики Узбекистан и членов правительства» и выплаты в размере 2 млн рублей ежемесячно. Результаты работ Грабового по экстрасенсорной диагностике самолётов отражены в трёхтомнике «Практика управления. Путь спасения».
7 января 1996 года Грабовой заключил последний договор в Узбекистане на «лечение работников компании путём бесконтактных экстрасенсорных работ». Ежемесячно деньги поступали на счёт в Midland bank (Лондон), из расчёта 2000 долларов США на одного работника компании в год.

### Встреча с Вангой
По словам Грабового, 27 октября 1995 года состоялась его встреча с болгарской «ясновидящей» Вангой в деревне Рупите (Болгария). На ней якобы присутствовала редактор Болгарского национального телевидения Валентина Генкова, переводившая их разговор. По её словам, на встрече рассматривались вопросы, касающиеся ядерно-экологической опасности на планете, продления жизни человека, возможности неумирания, а также объединения религий. Грабовым были заданы вопросы, по которым Ванга изложила своё мнение, в частности, что Григорий Петрович, обладая феноменальными качествами, должен обязательно продолжать лечение людей и расширять области применения своих способностей. Он должен работать в России, откуда пойдёт распространение результатов на все страны мира.
Московская целительница Людмила Ким в интервью газете «Комсомольская правда» 13 октября 2005 года заявила, что она присутствовала на встрече Грабового с Вангой, передала мнение Ванги о способностях Григория Грабового, которая, по словам Ким, его резко критиковала и выгнала. 7 апреля 2006 года газета «Правда» сообщила, что на встрече в 1995 году «молодой экстрасенс из России», так Грабовой себя называл, приезжает в Болгарию, к известной ясновидящей Ванге, которая устроила ему экзамен. Оставшись недовольной самозванным «целителем», Ванга буквально выгнала Грабового, о чём писали многие болгарские газеты. В июле 2006 года писатель и журналист Андрей Левкин в газете «Взгляд» рассказал о том, что на Первом канале Центрального телевидения был показан документальный фильм, на котором предъявлена съёмка встречи Ванги и Грабового, закончившаяся весьма эмоциональной реакцией Ванги, которая погнала его прочь.
Болгарская журналистка Валентина Генкова выразила свой протест Российскому телевидению, в котором заявила о незаконном использовании её авторского материала — съёмок встречи болгарской ясновидящей Ванги с Грабовым. В своём интервью Валентина Генкова сказала, что в представленном российскому зрителю фрагменте полностью был искажён смысл разговора Ванги с Григорием Грабовым. Журналист Вячеслав Ежков сообщил о том, что в 1995 году Ванга была тяжело больна и никого не принимала. Но для Грабового сделала исключение. Валентина Генкова дала интервью журналисту о встрече Грабового и Ванги:

Я была удивлена. Комментарий был совсем другой. То есть они не перевели мой комментарий, а прокомментировали, что Ванга выгнала Грабового. Это неправда. Разговор наш с Вангой начался с того, что она сказала: «Ты многое можешь, и ты должен это делать в России. Ты должен помогать людям. И не должен смотреть на Запад: ни в Германию, ни в Америку, никуда. Ты должен это делать в России».— Ежков В. Дикие времена

### Деятельность в России
В 1995 году Грабовой переехал в Россию. Утверждается, что ему покровительствовал первый заместитель начальника Службы безопасности Президента РФ Георгий Рогозин. В том же году Грабовой зарегистрировал некоммерческую организацию «Фонд Григория Грабового — внедрение и распространение Учения Григория Грабового „О спасении и гармоничном развитии“» (свидетельство о государственной регистрации в РФ № 002.027.190), позже известную как «Хартия ДРУГГ», к 2006 году имеющую региональные представительства более чем в 50 регионах России.
В 1996 году окончил курс медицинского училища при Московском областном училище повышения квалификации по специальности «лечебное дело». Ему была присвоена квалификация «фельдшер».
Согласно биографии, размещённой на личном сайте, в 1998 году избран действительным членом Российской Академии естественных Наук (РАЕН) (позже был исключён из Академии как не прошедший перерегистрацию), академиком Международной академии информатизации, а также академиком Итальянской Академии по экономическому и социальному развитию и Нью-Йоркской академии наук. Согласно информации академика РАН Э. П. Круглякова, которого цитирует газета «Версия», диплом Итальянской академии наук выполнен с орфографическими ошибками и является подделкой. В этом же году ему была присвоена учёная степень доктора РАЕН по специальности «Ноосферные знания и технологии». В течение 4 лет был предварительным членом престижной Профессиональной психотерапевтической лиги, но лишён членства за неуплату членских взносов.
Комиссией РАН по борьбе с лженаукой в академиях Бельгии, Болгарии и Италии запрошены сведения о Грабовом (в связи с утверждениями Грабового о том, что он является членом академий этих стран). Комиссия располагает официальными ответами, что о Грабовом в этих академиях ничего не известно.
По утверждению Грабового, в 1999 году ему были присуждены учёные степени доктора технических наук и физико-математических наук. Фотографии дипломов приведены на сайте, зарегистрированном на его имя. По словам академика РАН Э. П. Круглякова, докторской диссертации Грабовой не защищал.
На сайте Г. Грабового выложено изображение диплома доктора физико-математических наук, выданного Высшей межакадемической аттестационно-квалификационной комиссией (ВМАК, не путать с ВАК), созданной при содействии Международной академии информатизации. Согласно газете «Версия», ВМАК выдаёт степени всем желающим за умеренную плату. Данные звания не признаются учёными. Аналогично присутствует изображение диплома доктора технических наук, выданного Высшей аттестационно-квалификационной комиссией (ВАКК).
Из ряда документов об образовании, учёных званиях и степенях Г. П. Грабового единственным настоящим документом является диплом об окончании механико-математического факультета Ташкентского государственного университета. Как указывает Э. П. Кругляков, «Все прочие громкие степени и звания доктора наук, профессора, гранд профессора, академика множества общественных академий за не очень большую плату (100—150 долларов) желающие могут свободно приобрести.»
Запатентовал несколько изобретений, в частности, «Способ предотвращения катастроф и устройство для его осуществления».
В 1999 году Грабовой читал лекции в центре обучения и подготовки специалистов в области современных технологий предупреждения и ликвидации чрезвычайных ситуаций Агентства МЧС России по мониторингу и прогнозированию чрезвычайных ситуаций. В МЧС также подтвердили, что в 2001 году контактировали с Грабовым на предмет сотрудничества.
В 2000 году вёл программу на телеканале ТВ-6 «Григорий Грабовой. Формула здоровья». В том же году при Фонде Г. Грабового учреждена газета «Вариант управления — прогноз». В редакционном совете газеты были указаны члены Совета Федерации В. А. Густов, В. П. Орлов, депутаты Государственной Думы В. И. Алкснис, Н. М. Безбородов, В. П. Войтенко, В. И. Гришин, Н. П. Залепухин, В. С. Катренко, А. Е. Лихачёв, В. В. Лунцевич, В. Я. Пекарев, Г. И. Райков, В. П. Черёмушкин. 6 октября 2005 года 10-й номер был доставлен в офис газеты Известия, а также примерно 3 тысячам других офисных подписчиков Известий. В ответ на обращение редакции в службу распространения (ООО «Столичный курьер», входит в группу компаний «Интерпочта») договор на распространение газеты был приостановлен, а позже — расторгнут.
В 2001 году академик Э. П. Кругляков сделал доклад на симпозиуме «Наука, антинаука и паранормальные верования», в рамках которого коснулся и «разработанного» Грабовым кристаллического модуля, статью о котором даже помещала правительственная «Российская газета». Данный модуль, как объясняет академик Кругляков слова Грабового, снижает мощность ядерного взрыва в два раза и может служить на атомных электростанциях в целях защиты от катастроф: 

…То, что всё это жульничество, всякому физику видно сразу, но всё же мне пришлось провести официальное расследование. Оно показало следующее. Г-н Грабовой никогда не участвовал в испытаниях атомного оружия в Семипалатинске. Соответственно, не испытывал там и «кристаллический модуль». Попутно удалось выяснить, что «доктор технических и доктор физико-математических наук» никогда никаких диссертаций не защищал. В списках Итальянской академии наук «академик» Грабовой не значится.— академик Э. П. Кругляков, Почему опасна антинаука?
В 2002 году Служба кинематографии Министерства культуры России финансировала фильм «Миссия Григория Грабового». В том же 2002 году Грабовой занимал пост вице-президента в фонде поддержки государственных программ «Российский финансовый союз».
На докладе Президиума РАН в 2003 году, посвящённого лженауке, академик РАН Э. П. Кругляков резко отрицательно охарактеризовал деятельность Грабового:

В окружении первого Президента России Б. Н. Ельцина наблюдался <…> проходимец, величающий себя доктором физико-математических наук, Г. Грабовой. Кстати, последний утверждает, что он и сегодня мысленно проверяет перед вылетом исправность президентского самолёта. Он же является изобретателем уникального прибора — «кристаллического модуля», с помощью которого во время подземных ядерных испытаний в Семипалатинске существенно снижал мощность ядерного взрыва. Хотя абсурдность подобного утверждения совершенно очевидна каждому физику, но специально для непрофессионалов было проведено расследование, которое показало, что г‑н Грабовой никогда не участвовал в ядерных испытаниях. Таким образом, Г. Грабовой лжёт. Это следует знать легковерным чиновникам, ибо он дал понять, что кристаллический модуль будет хорош на атомных станциях.— Лженаука. Чем она угрожает науке и обществу?
В 2004 году Грабовой стал членом общественной Академии проблем безопасности, обороны и правопорядка (АБОП) (позже было принято решение о его исключении).
5 июня 2004 года Григорий Грабовой собрал пресс-конференцию, на которой заявил, что он Иисус Христос во втором пришествии:

Я, Грабовой Григорий Петрович, родившийся 14 ноября 1963 года в посёлке Кировском, это село Богара Кировского района Чимкентской области Казахстана, заявляю, что я, Григорий Грабовой — Второе Пришествие Иисуса Христа. Данное заявление я делаю на основании Слова Божьего и Словом Божьим, и на основании того, что я лично в этом был уверен всегда, то есть я это знал всегда изначально, от рождения. И в связи с этим данное заявление — для меня оно достаточно в этом плане простое, как заявление, именно располагающее людей к действию по Спасению, по всеобщему действию Спасения, когда люди, зная данные Знания, что я есть Второе Пришествие Господа Бога Иисуса Христа, — они могут спастись, изучая те Знания, которые я даю, — Знания моего Учения, и при этом могут передавать данную Благую Весть всем и сразу.
Журналист Соколов-Митрич в своей книге «АнтиГрабовой» подверг критике данное признание Грабового на основе анализа текстов Евангелия от Матфея и Евангелия от Луки:

Тогда, если кто скажет вам: вот, здесь Христос, или там, — не верьте. Ибо восстанут лжехристы и лжепророки, и дадут великие знамения и чудеса, чтобы прельстить, если возможно, и избранных. Вот, Я наперёд сказал вам. Итак, если скажут вам: «вот, Он в пустыне», — не выходите; «вот, Он в потаённых комнатах», — не верьте; ибо, как молния исходит от востока и видна бывает даже до запада, так будет пришествие Сына Человеческого.
— Мф. 24:23—27
Как указывает журналист, согласно Библии, второе пришествии Христа не может быть тайным, по образу первого пришествия, а должно быть «как молния исходит от востока и видна бывает даже до запада» (Мф. 24:27). Грабовой же, по мнению Соколова-Митрича, позиционирует себя именно как тайное «второе пришествие».
16 июля 2004 года на сайте Грабового появилась его фотография с президентом Казахстана Нурсултаном Назарбаевым и заявление, что последнему выдана лицензия на распространение учения Грабового. В ответ посольство Казахстана заявило, что документ о поддержке учения Грабового в республике имеет все признаки подделки.

### Встреча с «Матерями Беслана»
В сентябре 2004 года книги Григория Грабового появились в Беслане. В результате проверки, проведённой прокуратурой города Москвы, было выявлено, что «лица, распространяющие „Учение Грабового Г. П.“, прибыли в г. Беслан,… где предлагали родственникам пострадавших от террористов воскресить погибших за денежное вознаграждение 39 тыс. 500 руб.» Это же описывается и в книге «Кто „воскрешает“ наших мёртвых», выпущенной журналистами, делавшими репортаж о Беслане.
16 сентября 2005 года пятнадцать представителей Ассоциации жертв террористических актов «Матери Беслана» во главе с Сусанной Дудиевой приняли участие в съезде сторонников Грабового, который проходил в Москве в гостинице «Космос». 23 сентября 2005 года было обнародовано обращение «Матерей Беслана», в котором, в частности, говорилось, что поездка участниц Ассоциации к Григорию Грабовому — это «провокация, целью которой является дискредитация, и, как следствие, нейтрализация нашего движения. Это очередной спланированный властями и спецслужбами план ликвидации нашей организации путём психологического воздействия и давления на руководство комитета, возглавляемого Сусанной Дудиевой». Под обращением отсутствовали подписи С. Дудиевой и некоторых других участниц Ассоциации «Матери Беслана», ездивших на встречу с Грабовым.
27 сентября 2005 года Григорий Грабовой на специальной пресс-конференции подтвердил, что обещает воскресить детей, погибших в результате бесланского теракта, и заявил, что не требует денег с потерявших своих детей женщин. По словам Грабового, председатель Ассоциации «Матери Беслана» Сусанна Дудиева была назначена его представителем в Беслане. В тот же день большинство участниц Ассоциации «Матери Беслана» направили официальное письмо в Генпрокуратуру РФ с требованием возбудить уголовное дело против Григория Грабового, «который своими действиями сознательно пытается подорвать деятельность и работу комитета „Матери Беслана“». Члены ассоциации были не единственными, кто возмутился заявлениями и поступками Грабового; артист цирка и гипнотизёр Юрий Лонго был одним из тех, кто публично обвинил Грабового во лжи и попытке нажиться на горе родственников погибших.
Все эти события послужили причиной последующего раскола Ассоциации «Матери Беслана» и образования новой северо-осетинской общественной организации пострадавших от террористических актов «Голос Беслана», участники которой крайне негативно относятся к деятельности Г. Грабового. В результате раскола 21 января 2006 года зарегистрирована Общественная региональная организация «Голос Беслана», главой которой была избрана Элла Кесаева.
В апреле 2007 года в интервью газете «Иной формат» Сусанна Дудиева, председатель Комитета «Матери Беслана», заявила: 

 Если говорить о задержании Григория Петровича Грабового и его уголовном преследовании, то поводом для этого, как известно, стали клеветнические статьи о том, что якобы матери погибших в Беслане детей платили деньги Грабовому за их воскрешение, что якобы Грабовой обещал это воскрешение, что он наживался на горе матерей, и т. д. Это всё ложь.
И если они говорят о матерях погибших детей, то я одна из тех, чьи дети были заложниками, чей ребёнок был убит, одна из тех, кто идёт за правдой, и ведёт за собой людей, чтобы говорить эту правду. Я являюсь председателем комитета «Матери Беслана» и очевидцем всего происходящего. И уже сотый или тысячный раз заявляю, что ни одна мать ребёнка, погибшего в бесланской трагедии, никогда не платила никаких денег Григорию Грабовому, более того, сам Григорий Петрович и ни один из его учеников никогда не были в Беслане.— [http://www.portal-credo.ru/site/?act=monitor&id=10412 «Верю, что придёт время, и мы будем радоваться Воскрешению наших детей». Интервью с С.П. Дудиевой
19 декабря 2007 года в Северной Осетии суд закрыл комитет «Голос Беслана» в прежнем составе. Журналист издания «Еженедельное независимое политическое обозрение» Александр Прудник в своей классификации деятельности СМИ по созданию «информационных завес» охарактеризовал в июле 2008 года освещение событий «Беслан — Григорий Грабовой» в СМИ как «переключение общественного мнения с события, негативно влияющего на образ власти, на искусственно создаваемый СМИ образ врага».

### ДРУГГ
В начале марта 2005 года Григорий Грабовой в собственной газете «Прогноз» объявил о своём выдвижении в президенты России и огласил президентскую программу, главным пунктом которой назвал «запрещение смерти».
10 октября 2005 года интернет-газета «Пресс-атташе» со ссылкой на интернет-издание «Версия» сообщала, что Министерством юстиции России зарегистрирован организационный комитет политической партии «ДРУГГ».
По информации Российской газеты, в Министерстве юстиции РФ партия «ДРУГГ» не зарегистрирована, поскольку в 2006 году Минюст отказал ей в регистрации.
17 марта 2006 года состоялся 12[прояснить] Учредительный съезд политической партии ДРУГГ. На съезде было единогласно принято решение о создании Политической партии ДРУГГ Российской Федерации. Председателем единогласно избран Григорий Петрович Грабовой. 3 мая 2006 года в Российской газете официально опубликованы Основные положения политической партии ДРУГГ РФ.
Позднее сотрудники Российской газеты отметили, что видели положения «Утверждение вечности жизни», «Принятие закона о запрете смерти», «Всеобщее воскрешение» и назвали их «совершенно бредовыми», но напомнили, что к этой публикации их обязывал закон.
Через две недели после проведения в Москве Учредительного съезда политической партии ДРУГГ, где присутствовало 300 делегатов от 73 регионов России, Г. П. Грабовой был взят под стражу. По мнению, в частности, Сергея Князькина, председателя Комитета по защите прав человека Республики Татарстан, причиной уголовного преследования Грабового послужило именно публичное желание баллотироваться в президенты. По мнению Lenta.ru, арест прервал карьеру Грабового на самом пике. Созданная им партия ДРУГГ действовала уже в более чем в 50 регионах России (при этом любая российская политическая партия в 2006 году обязана была действовать не меньше чем в 44 субъектах РФ), где активно готовилась к президентским выборам 2008 года. Среди программных задач Грабового и его сторонников — ежемесячные выплаты каждому российскому гражданину в размере 12 тысяч рублей за счёт равномерного распределения 10 процентов от прироста «всего валового продукта России» и принятие федерального закона «О запрете смерти на территории РФ». В статье опубликованы «Десять заповедей политической программы партии ДРУГГ»:
1. Всё ради человека.
2. Утверждение вечности жизни.
3. Созидательное обобщённое распределение.
4. Объединение божественным законом.
5. Предоставление права трудиться.
6. Обеспечение социальной справедливости.
7. Гарантии отсутствия репрессий.
8. Всеобщее добровольное распространение Учения Григория Грабового.
9. Безопасность всего мира.
10. Объединение стран мира.

После ареста Грабового его последователи отказались от намерения создать политическую партию ввиду невозможности набрать достаточное для официальной регистрации число сторонников; вместо этого они, по указанию своего лидера, предпримут попытку зарегистрировать религиозное объединение. Об этом сообщила на пресс-конференции в Москве пресс-секретарь партии ДРУГГ (Добровольное распространение учения Григория Грабового) Светлана Комарова.
8 сентября 2006 года Грабовой опубликовал обращение к членам партии в связи со своим арестом. Он заявил, что «необходимо срочно объединяться, увеличивать количество добровольцев по распространению Учения Григория Грабового, для защиты моего Учения, полного снятия с меня обвинения и освобождения меня». Также он утверждал, что «дальнейшая деятельность добровольцев по распространению Учения Григория Грабового будет проводиться в идее общественного объединения».
Члены общественного объединения «Хартия ДРУГГ» несколько раз направляли в Таганский суд Москвы заявление с требованием прекратить уголовное дело в отношении Григория Грабового на основании закона «О реабилитации жертв политических репрессий»..
На пресс-конференции, проведённой 26 января 2007 года в Липецке, было заявлено, что «Хартия ДРУГГ», председателем которой является Грабовой, насчитывает семьдесят два отделения по всей стране.
МОО «Хартия ДРУГГ» является организатором более 500 пикетов и митингов, проведённых в Москве, по всей России и за рубежом, непрекращающейся конвейерной голодовке протеста, которую последователи Григория Грабового проводят с 21 октября 2007 года в защиту конституционных прав находящегося под следствием Грабового.

## Уголовное преследование
20 марта 2006 года прокуратурой Центрального административного округа Москвы было возбуждено уголовное дело в отношении Грабового по части второй статьи 159 по фактам «совершения им действий при осуществлении деятельности, связанной с предложением услуг, в том числе по воскрешению умерших и излечению от болезней». Прокурором отмечалось, что обращения обманутых граждан, на основании которых было возбуждено дело, носили массовый характер, обращения поступали в том числе и от жителей Беслана. 5 апреля во время собрания своих сторонников в московской гостинице «Космос» Григорий Грабовой был задержан сотрудниками УБОП ГУВД Москвы по поручению прокуратуры. Как сообщил агентству Интерфакс источник в правоохранительных органах, Грабовой скрывался от правоохранительных органов, однако всё-таки удалось установить местонахождение и, после этого, осуществить задержание в течение суток. Источник добавил, что около 30 сторонников Грабового пытались препятствовать аресту, однако, в конце концов, его удалось вывести через чёрный ход гостиницы.
7 апреля Григорию Грабовому было предъявлено обвинение по статье 159 часть 2 УК РФ («уголовное дело по факту мошенничества, заключавшегося в оказании заведомо невыполнимых платных услуг»). В тот же день Хамовнический суд Москвы постановил содержать Г. Грабового под стражей. 12 апреля Раиса Кашубина, которая объявила себя сторонницей Григория Грабового, его супругой и «астральной женой», участвовала в программе «К барьеру» вместе с руководителем Православного центра для лиц, пострадавших от тоталитарных сект и оккультизма, иеромонахом Анатолием Берестовым. Как описывает результат встречи писатель-публицист Сергей Минаев, участвовавший в программе в качестве одного из судей, «победителем следовало бы назвать самого [ведущего программы] Соловьёва, который потрясающе вёл поединок, ставя в тупик Кашубину неудобными для неё вопросами, либо подлавливая её на манипулировании терминами и откровенной глупости». Много позже, 4 декабря 2007 года, Грабовой сделал заявление, что информация, распространяемая Р. Кашубиной и СМИ, не соответствует действительности, его женой является Егерева Елена Борисовна. В другом заявлении он также указал, что никогда не занимал руководящие или научные должности в ВУЗах, ректором и учредителем которых является Р. Л. Кашубина — ни во Всемирной Международной Академии Инновационных Технологий, ни в Универсальном Институте Инновационных Технологий.
17 мая Московский городской суд признал законным арест Григория Грабового, отказав в удовлетворении кассационной жалобы его адвокатов, которые настаивали на незаконности и необоснованности заключения под стражу их подзащитного и просили избрать для Грабового меру пресечения, не связанную с арестом. 15 июня 2006 года прокуратура города Москвы переквалифицировала действия Грабового, заменив на обвинение в 11 случаях мошенничества в особо крупном размере с общей суммой ущерба более 1 млн рублей. Хотя Г. П. Грабовому была вменена ч. 4 ст. 159 УК РФ «мошенничество, совершённое организованной группой лиц», «никто, кроме Грабового, так и не был привлечён по этому делу».
7 августа Хамовнический суд Москвы продлил срок содержания под стражей Грабового до 20 сентября, удовлетворив, таким образом, ходатайство прокуратуры. 10 августа Московский городской суд отказал в удовлетворении кассационной жалобы адвокатов Григория Петровича и оставил решение Хамовнического суда Москвы в силе.
28 августа Сусанна Дудиева, глава комитета «Матери Беслана», выступила на пресс-конференции в поддержку Грабового: «Мы получили надежду и успокоение. Это вера дала нам успокоение. С этой верой мы пойдём до конца. Нам так легче». 5 сентября в Киеве около сотни сторонников Грабового провели митинг около посольства России. Участники акции передали в посольство коллективное обращение к послу РФ Виктору Черномырдину с просьбой «обратить внимание, разобраться и способствовать прекращению беззакония, которое творят российские правоохранительные и судебные органы в отношении академика Грабового Григория Петровича». 8 сентября прокуратура направила дело Грабового в Таганский суд Москвы. Суд вернул дело на доработку. 14 марта 2007 года дело было повторно передано в суд. Самому Грабовому срок ареста продлён до 20 марта.
10 апреля Таганский суд Москвы перенёс рассмотрение по существу дела на 23 апреля в связи с болезнью одного из адвокатов. Во время заседания журналист Владимир Ворсобин, один из 11 потерпевших, рассказал, что по заданию редакции газеты осенью 2005 года начал собственное расследование деятельности Грабового. Вместе с художником журналист составил фотопортрет несуществующего человека. Фотопортрет был представлен Грабовому как портрет умершего сводного брата журналиста. По словам потерпевшего, после приёма, за который журналист заплатил 39 тысяч 100 рублей, Грабовой сказал, что человек, изображённый на фотопортрете, воскрешён и находится в Санкт-Петербурге.
19 июня 2007 года Таганский районный суд своим определением назначил Г. П. Грабовому стационарную психолого-психиатрическую экспертизу ФГУ «Государственный научный центр социальной и судебной психиатрии им. В. П. Сербского». Адвокаты Грабового расценили это определение как «тревожный сигнал к возрождению карательной психиатрии в нашей стране в отношении неугодных и не удобных власти людей».
10 сентября 2007 года Мосгорсуд отменил определение о назначении стационарной комплексной психолого-психиатрической экспертизы. Две другие кассационные жалобы: «Об отмене меры пресечения в виде заключения под стражу» и «О продления срока содержания Грабового под стражей», рассматриваемые также на этом заседании, Мосгорсуд не удовлетворил.
Согласно заключению научной политико-правовой экспертизы В. И. Переца от 10 января 2008 года, руководителя коллектива исследователей:

 Сам Григорий Грабовой это расценивает, как неудавшуюся попытку применения средств карательной психиатрии за его политическую, антитеррористическую, религиозную и иную деятельность, а также для спасения «разваливающегося» уголовного дела. <…> Впервые в мировой истории подсудимый сам провёл назначенную ему психолого-психиатрическую экспертизу и пришёл к выводу, что является вменяемым.— Персонал Плюс: «У пошуках істини»
21 октября 2007 года последователи Грабового объявили «бессрочную конвейерную голодовку в защиту академика Грабового» — то есть разные люди голодают по нескольку дней по очереди. Согласно порталу Портал-Credo.Ru, на 22 ноября в акции приняло участие более 100 человек. По словам цитируемого председателя Генерального совета МОО «Хартия ДРУГГ» Норы Морозкиной, «к ней [акции] присоединились и участвуют сторонники Грабового Г. П. из Узбекистана, Украины, Беларуси, Казахстана, Латвии, Эстонии, Германии и США».
Адвокаты и сторонники Грабового заявили, что судебный процесс носит политический оттенок и что «наличие связи между самим Грабовым и теми, кто брал деньги, не доказано и доказано не будет».
Обвинительное заключение прокуратуры не затронуло тему Беслана ни в одном из пунктов.
7 июля 2008 года Таганский суд Москвы признал Григория Грабового виновным в мошенничестве в особо крупных размерах и приговорил его к 11 годам лишения свободы с отбыванием наказания в колонии общего режима. Кроме того, суд обязал Грабового выплатить штраф в размере 1 миллиона рублей в пользу государства и чуть более 39 тысяч рублей в пользу каждого из семи потерпевших. Суд установил, что Г. Грабовым совершено 11 эпизодов мошенничества с причинением значительного ущерба гражданам. Судом установлено, что Г. Грабовой использовал систему психологического воздействия, в том числе косвенное внушение и искажение процессов мышления.
Сам Грабовой своей вины не признал, заявив, что не совершал никаких преступлений, а занимался «политической, общественной, религиозной и научной деятельностью». Адвокаты Грабового заявили, что приговор является незаконным и необоснованным, и они намерены оспорить его в вышестоящей инстанции — Мосгорсуде в десятидневный срок.
Некоторые общественные деятели и правозащитники, такие как Михаил Трепашкин, Андрей Бабушкин и др. расценили приговор как преследование по политическим мотивам.
15 сентября 2008 года большая группа российских правозащитников подала заявление в ООН, в Гаагский трибунал и Международный уголовный суд о привлечении к международной уголовной ответственности экс-президента России Владимира Путина и действующего президента РФ Дмитрия Медведева за уголовное преследование Григория Грабового. Заявители приводят семь причин и аргументов, которые, по их мнению, указывают на то, что первые лица страны причастны к уголовному преследованию Г. Грабового. Одной из причин они назвали «желание отвлечь внимание общественности от расследования теракта в Беслане 1—3 сентября 2004 года и прикрыть бездействие ответственных лиц, негативно влияющее на образ власти».
В октябре 2008 года Мосгорсуд рассмотрел кассационную жалобу адвокатов Григория Грабового на приговор суда первой инстанции. Коллегия Мосгорсуда изменила приговор Таганского суда, переквалифицировала действия Грабового по двум эпизодам и снизила ему наказание до восьми лет лишения свободы. Кроме того, был снижен размер штрафа, который Грабовой должен заплатить в счёт государства — с 1 млн до 750 тыс. рублей.
27 ноября 2008 года инициативная группа по защите Григория Грабового обратилась к президенту РФ Дмитрию Медведеву с прошением о помиловании, а к Госдуме — с просьбой рассмотреть вопрос об амнистии.
До вступления приговора в законную силу Грабовой содержался под стражей в следственном изоляторе № 2 ФСИН г. Москвы (Лефортово) и ФБУ ИЗ-77/1 (Матросская тишина). Г. Грабовой отбывал наказание в колонии ОИУ № 11 в посёлке Ныроб Пермского края.
6 мая 2010 года суд города Березники (Пермский край) рассмотрел ходатайство об условно-досрочном освобождении Григория Грабового, осуждённого за мошенничество, сообщает «Интерфакс». «Адвокаты Грабового представили положительные характеристики из ныробской колонии, где осуждённый был председателем секции досуга, клуба и библиотеки». «Суд принял решение об условно-досрочном освобождении Григория Грабового», − сказал в четверг заместитель прокурора Березниковской прокуратуры по надзору за исполнением законов в исправительных учреждениях Юрий Тимофеев.
Березниковской прокуратурой по надзору за соблюдением законов в исправительных учреждениях в Пермский краевой суд направлено кассационное представление, в котором указывается, что постановление Березниковского районного суда об условно-досрочном освобождении Г. Грабового является недостаточно обоснованным и не соответствует требованиям закона, поскольку не учитывает ряд существенных обстоятельств; вывод суда о том, что Г. Грабовой не нуждается в полном отбывании назначенного судом наказания, также необоснован.
По сообщению Интерфакса со ссылкой на пресс-службу ГУФСИН, 21 мая 2010 года, на следующий день после отклонения судом кассационного представления прокуратуры, Григорий Грабовой был отпущен на свободу.

## Доходы и имущество
Согласно газете «Версия», Г. П. Грабовой на 10 октября 2005 года владел в том числе 1500 м² (15 соток) земли в Истринском районе Московской области, согласно сертификату 50-01.08-15.2001-147, зарегистрированному 18.05.2001 (согласно газете, цены на Новорижском шоссе приближаются к ценам на Рублёвском шоссе, где были расположены правительственные дачи).
Согласно сведениям той же газеты, официальные годовые доходы Г. П. Грабового составляли:
- 1999 год — 12 100 рублей 77 копеек,
- 2000 год — 15 250 рублей,
- 2001 год — 12 900 рублей
- 2002 год — 57 924 рублей.

Газета предполагает, что «у Грабового, вероятно, есть некий разрыв между доходами де-юре и доходами де-факто».

## Учение Грабового
Учение Грабового называется «О спасении и гармоничном развитии». Согласно автору, целью учения является «всеобщее спасение и спасение лично каждого, обеспечение вечного созидательного гармоничного развития». Первоочередной задачей является предотвращение возможной глобальной мировой катастрофы, через которое будет достигнуто решение личных задач, и всеобщее воскрешение.

Согласно заключению проведённой в рамках уголовного дела комплексной социально-психологической судебной экспертизы: 
Учение Григория Грабового представляет собой комплекс специальных методик воздействия на психику и поведение человека и ориентировано на группу населения, испытывающую острое психическое неблагополучие в связи со смертью близких людей, больных тяжёлыми заболеваниями, и лиц, находящихся в состоянии стресса или повышенной психологической уязвимости в связи с тяжёлой жизненной ситуацией... В число методов, составляющих данную систему воздействия, входят: прямое и косвенноe внушение; конверсия (методичное целенаправленное искажение) нормативных языковых понятий; методы, использующие и поддерживающие состояние психической травмы, вызывающие искажение в процессах мышления, восприятия и понимания; методы несанкционированного контроля сознания – воздействия на волевую сферу, сферу целеполагания и мотивации личности...»:58

## Критика
2 октября 2005 года РИА Новости распространило заявление председателя Отдела внешних церковных связей Московского Патриархата протоиерея Всеволода Чаплина, сделанное им в эфире радиостанции «Эхо Москвы», о том, что Русская православная церковь осуждает деятельность «целителя» Григория Грабового.
Грабовой неоднократно подвергался критике, в том числе со стороны научного сообщества. Александр Локтев в своей статье анализирует книгу Григория Грабового, отрицательно оценивая попытки нового объяснения сотворения мира Богом «с использованием „крутых“ научных и квазинаучных терминов», отсутствие доказательств и отсутствие подтверждений Грабового со стороны экспертов.

я бы хотел обратить внимание на то, что происходит сегодня, так сказать, этажом ниже, на книжном рынке, наводнённом низкопробной продукцией авторов, использующих авторитет науки для оболванивания легковерных читателей. Назову лишь четырёх ярких представителей. Это В. Тихоплав и Т. Тихоплав, Г. Грабовой, В. Шемшук. Если В. и Т. Тихоплавы и Г. Грабовой важно надувают щёки и произносят наукообразные фразы, то В. Шемшуку просто неймётся стать Е. Блаватской XXI века. <…> Лишь недавнее обещание Г. Грабового воскресить погибших детей Беслана побудило СМИ хоть как-то отреагировать на эту скандальную, аморальную акцию…— «В защиту науки»
Об одной из фраз Грабового, отвечающего на вопрос «А откуда взялся бог?», Локтев пишет следующее:

Если бы это не были слова изощрённого мошенника, то можно было бы подумать, что это лепет человека с детскими, точнее недоразвитыми умственными способностями.— там же
Академик В. Л. Гинзбург в своём письме директору газеты «Известия» пишет о недопустимости публикации в газете астрологических прогнозов, сравнивая их с деятельностью Грабового:

<…>что собой представляет деятельность Грабового? Это, по сути дела, такое же шарлатанство и мошенничество, как и астрология<…>
Конечно, разница есть: опытные астрологи ограничивают свою болтовню таким образом, чтобы она не давала повода к уголовному преследованию.— Академик В. Гинзбург. Астрология и лженаука
С критикой Грабового выступили психиатр Алексей Юрьевич Степаненко, протоиерей Всеволод Чаплин, протодиакон Андрей Кураев, публицист Дмитрий Соколов-Митрич. [Суть критики?]

### Коды взлома Вселенной
Журналист газеты «Собеседник» Ольга Сабурова выяснила, что по состоянию на январь 2020 года Грабовой является владельцем интернет-магазина «Григорий Грабовой PR KONSALTING ТЕХНОЛОГИЯ ВЕЧНОГО РАЗВИТИЯ», который «действует на основании свидетельства о государственной регистрации физического лица Григорий Грабового в качестве индивидуального предпринимателя № 63983276, выданного 21 сентября 2015 года Агентством по регистрации предприятий Республика Сербия». Она отмечает, что в настоящее время занимается торговлей «приборами для развития концентрации», которые якобы способны остановить старение и начать омоложение, лечить от ВИЧа и рака. Сабурова отмечает, что стоимость составляет «9700 евро (с доставкой) либо 1212 евро (в случае предоставления удалённого доступа)», а также указывает, что «Тем, кто не может сам понять, куда прикладывать прибор, „целитель“ готов объяснить принцип действия волшебного механизма в рамках вебинаров. Правда, за отдельную плату…». Кроме того, она обратила внимание на то, что, в условиях эпидемии коронавируса, на своей странице в социальной сети Facebook Грабовой в очередной раз занимается пропагандой своих старых идей «лечения от любых болезней», изложенных в его 100-страничной книге «Восстановление организма человека концентрацией на числах», где заявлено, что «каждая болезнь представляет собой отклонение от нормы в работе отдельных клеток, или органов, или всего организма в целом. Излечение от болезни означает возвращение к норме», которая достижима посредством придуманных им двух числовых рядов — 4986489 и 548748978. Кроме того, журналисты программы «Человек и закон» выяснили, что для продвижения данных идей Грабового усиленно используется социальная сеть TikTok.

## Публикации Г. П. Грабового
- Грабовой, Г. П. Унифицированная система знаний. — М.: А. В. Калашников, 1999. — 44 с. — ISBN 5-93233-006-6. (недоступная ссылка)
- Грабовой, Г. П. Прикладные структуры создающей области информации. — М.: Калашников А. В, 2001. — 30 с. — 5000 экз. — ISBN 5-93233-007-4. (недоступная ссылка)
- Грабовой, Г. П. Воскрешение людей и вечная жизнь - отныне наша реальность! — М.: А. В. Калашников, 2001. — 671 с. — 5000 экз. — ISBN 5-93233-015-5. Архивировано 18 февраля 2010 года.
- Грабовой, Г. П. Практика управления. Путь спасения. В 3 томах. — М.: Издатель А. В. Калашников, 2004. — 780 с. — ISBN 5-93233-004-X.
- Грабовой, Г. П. Прикладные структуры создающей области информации. — М.: Диля, 2004. — 30 с. — (Учение Григория Грабового «О спасении и гармоничном развитии»). — 25 000 экз. — ISBN 5-93233-008-2. Архивировано 2 декабря 2010 года.
- Грабовой, Г. П. Восстановление организма человека концентрацией на числах. — М.: Диля, 2005. — 272 с. — ISBN 5-88503-251-3. Архивировано 2 декабря 2010 года.
- Грабовой, Г. П. Авторские семинары Григория Петровича Грабового. О Боге. Избранное. — М.: Диля, 2005. — 224 с. — (Учение Григория Грабового). — 18 000 экз. — ISBN 5-88503-329-3.
- Грабовой, Г. П. Радость вечного развития. Авторские семинары Г. П. Грабового. — М.: Диля, 2005. — 224 с. — (Учение Григория Грабового). — 18 000 экз. — ISBN 5-88503-328-5.